# Вівчарик темний
Вівча́рик темний (Phylloscopus fuligiventer) — вид горобцеподібних птахів родини вівчарикових (Phylloscopidae). Мешкає в Гімалаях і на Тибетськиму нагір'ї. Раніше вважався конспецифічним з бурим вівчариком, однак був визнаний окремим видом.

## Підвиди
Виділяють три підвиди:
- P. f. fuligiventer (Hodgson, 1845) — Центральні Гімалаї (від Непалу до Сіккіму, Бутану, південно-західного Тибету і Північно-Східної Індії);
- P. f. tibetanus Ticehurst, 1937 — Східні Гімалаї;
- P. f. weigoldi Stresemann, 1923 — захід Центрального Китаю.

## Поширення і екологія
Темні вівчарики мешкають в Індії, Непалу, Бутані, Китаї, трапляються в М'янмі і Бангладеш. Вони гніздяться у високогірних чагарникових заростях на висоті від 3900 до 5000 м над рівнем моря, взимку мігрують в долини, де зимують в густому підліску, поблизу води. Зустрічаються поодинці або парами, живляться дрібними комахами та їх личинками, яких шукають на землі.